# 루키 (프로게이머)
루키(본명: 송의진, 1997년 3월 11일 ~ )는 대한민국의 리그 오브 레전드 프로게이머로 아이디는 Rookie이다. 포지션은 미드라이너이다. 현재 닌자스 인 파자마스 소속이다.

## 선수 생활
루키는 2013년 10월 7일, KT 롤스터 애로우즈에 입단하면서 프로 커리어를 시작했다. 루키는 KT 애로우즈의 주전 미드라이너로 활약했다. 2014 서머 시즌에서는 좋은 모습을 보여주면서 팀의 우승에 일조했다.
2015시즌을 앞두고 인빅투스 게이밍에 입단했다. 2015 스프링 시즌 루키는 팀의 에이스로 활약하면서 팀의 포스트시즌 진출을 이끌었다. 2015시즌 선발전을 통해 롤드컵 2015에 진출했다. 하지만 팀은 롤드컵 조별리그에서 탈락했다. 시즌 종료 후 올스타전에 출전했다.
2016시즌에서도 팀의 에이스로 활약했다. 스프링 시즌에서도 팀을 캐리하면서 팀의 포스트시즌 진출을 이끌었다. 스프링 시즌 종료 이후 스프링 시즌 MVP에 선정되었다. 
2017시즌에는 팀에 듀크가 영입되면서 함께 합을 맞춰보게 되었다. 2017 스프링 시즌에는 포스트 시즌 진출을 하는데 성공했다. 서머 시즌에서도 포스트시즌에 진출했으며 3위를 차지했다. 
2018시즌에는 팀에 더샤이가 합류하였다. 2018시즌 스프링 시즌 동안 압도적인 모습을 보여주었다. 하지만 팀은 4강전에서 로열 네버 기브업에게 패배하였다. 시즌 종료 이후 정규시즌 MVP에 선정되었다. 2018 서머 시즌에는 준우승을 차지했다. 2018 롤드컵에 참여했다. 루키는 롤드컵 시즌 내내 엄청난 폼을 보여주면서 팀을 이끌었다. 결승전인 프나틱과의 경기에서 상대를 압살하는 모습을 보여주면서 팀의 롤드컵 우승을 견인했다. 시즌 종료 후 올스타전에 출전했다.
2019 스프링 시즌에서도 팀의 주전 미드라이너로 활약하면서 팀의 리그 우승을 이끌었다. 스프링 시즌 우승으로 참가한 2019 MSI에서는 조별리그에서 압도적인 모습을 보여주었으나 4강전에서 팀 리퀴드에게 일격을 맞으면서 4강 탈락했다. 2019 서머 시즌에서는 부진한 모습을 보여주었다. 2019 롤드컵에서는 팀의 4강 진출에 기여했다.
2020 스프링 시즌에서는 초반 오락가락한 모습을 보여주었으나 이후 폼을 회복하며 팀의 포스트시즌 진출에 기여했다. 스프링 시즌 종료 후 미드 시즌 컵에 참가했다. 2020 서머 시즌에서도 좋은 모습을 보여주었다.
2021 스프링 시즌에서는 부진한 모습을 보여주었다. 서머 시즌에서도 부진이 이어져 나가며 IG 입단 이후 처음으로 포스트시즌 진출에 실패했다. 2021시즌 종료 이후 FA를 선언했다.
2022시즌을 앞두고 빅토리 파이브에 입단했다. 입단과 동시에 LPL의 로컬 자격을 취득했다. 입단 이후 팀의 주전 미드라이너로 활약했다.
2023시즌을 앞두고 탑 e스포츠에 입단했다.

## 소속팀
| # | 팀명               | 소속 기간               | 소속 리그 | 비고 |
| - | ------------------ | ----------------------- | --------- | ---- |
| 1 | KT 롤스터 애로우즈 | 2013.10.07 ~ 2014.09.30 | LCK       |      |
| 2 | 인빅투스 게이밍    | 2014.12.18 ~ 2021.12.04 | LPL       |      |
| 3 | 빅토리 파이브      | 2021.12.23 ~ 2022.12.09 | LPL       |      |
| 4 | 탑 e스포츠         | 2022.12.09 ~ 2023.12.02 | LPL       |      |
| 4 | 닌자스 인 파자마스 | 2023.12.14 ~            | LPL       |      |

## 수상 내역

### 팀
- 리그 오브 레전드 챔피언스 서머 2014 우승
- 데마시아컵 2015 준우승
- 2015 국제 e스포츠 대회 우승
- 데마시아컵 스프링 2015 준우승
- 데마시아컵 그랜드파이널 2015 준우승
- 리그 오브 레전드 올스타전 2015 준우승
- 내셔널 e스포츠 토너먼트 2016 우승
- 2017 신화 E스포츠 컨퍼런스 우승
- 내셔널 e스포츠 토너먼트 2017 우승
- 리프트 라이벌즈 2018 우승
- 리그 오브 레전드 프로리그 서머 2018 준우승
- 리그 오브 레전드 월드 챔피언십 2018 우승
- 리그 오브 레전드 올스타전 2018 우승
- 데마시아컵 윈터 2018 우승
- 리그 오브 레전드 프로리그 스프링 2019 우승
- 리그 오브 레전드 미드 시즌 인비테이셔널 2019 4강
- 리프트 라이벌즈 2019 준우승
- 리그 오브 레전드 월드 챔피언십 2019 4강

### 개인
- 리그 오브 레전드 프로리그 스프링 2016 정규시즌 최우수선수
- 리그 오브 레전드 프로리그 스프링 2018 정규시즌 최우수선수
- 리그 오브 레전드 프로리그 서머 2018 정규시즌 최우수선수
- 2018년 리그 오브 레전드 프로리그 연간 어워드 최우수선수